# FM (groupe britannique)
Pour les articles homonymes, voir FM.
FM est un groupe britannique de hard rock, originaire d'Angleterre. En 2023, le groupe compte treize albums, dont trois en anglais, en français et en allemand. Trois d'entre eux, Indiscreet, Tough It Out et Heroes and Villains (sortis en 2015) ont atteint le UK Albums Chart, tandis que cinq singles du groupe ont fait une percée dans le UK Singles Chart.

## Histoire
FM est formé durant l'été 1984 à Londres. Il est composé du bassiste Merv Goldsworthy (ex membre de Samson), du batteur Pete Jupp, des frères Stewart et Chris Overland (tous deux anciens membres de Wildlife, où ils ont joué avec le futur bassiste d'Ozzy, Johnny Hallyday et Vince Neil Phil Soussan) et du claviériste Philip Manchester (du groupe new wave Ozzy). Philip Manchester (du groupe new wave The Invaders, également connu sous le nom de Didge Digital), le groupe écrit initialement six morceaux qui, en décembre 1984, les aidera à obtenir un contrat d'enregistrement avec le label CBS/Portrait Records. Le même mois, le groupe part en tournée en Allemagne avec Meat Loaf.
La première apparition publique de FM au Royaume-Uni (à ne pas confondre avec le groupe canadien homonyme) a lieu le jour de la Saint-Valentin en 1985 au Marquee Club de Londres. Le premier album, Indiscreet suit et leur premier single Frozen Heart est entendu dans de nombreuses salles au cours de l'année 1986. FM prend la route en Europe pour soutenir Tina Turner, Foreigner, Gary Moore, Status Quo et Magnum, ouvrant également pour REO Speedwagon à l'Hammersmith Odeon de Londres. À la fin de l'année, ils acceptent une place avec Bon Jovi sur la partie britannique de leur Slippery When Wet Tour.
Après la fermeture de Portait Records par CBS, FM passe chez Epic. Les frères Overland se rendent aux États-Unis pour composer avec Desmond Child, et reviennent avec l'hymne hard rock Bad Luck. Le producteur de Queensrÿche et Dokken, Neil Kernon, est engagé pour superviser l'album Tough It Out sorti en 1989.
En novembre 2012, FM annonce que leur septième album studio sortirait en mars 2013 sous le titre Rockville en lançant une campagne PledgeMusic. Via PledgeMusic, les fans pouvaient précommander l'album et faire des promesses de dons pour d'autres articles tels qu'un pack de deux CD comprenant Rockville II (un second CD de neuf nouveaux titres et un nouvel enregistrement de la chanson High, initialement publiée par Steve Overland et Pete Jupp sous la bannière SO! sur l'album Brass Monkey), le micro de Steve Overland, divers objets dédicacés par le groupe et un accès VIP au concert.
La seconde moitié de l'année 2014 est marquée par les célébrations du 30e anniversaire de FM. Ils sont la tête d'affiche du Cambridge Rock Festival le 9 août 2014 avec Bernie Marsden rejoignant FM sur scène pendant le rappel pour une interprétation de Here I Go Again. Bernie Marsden rejoint à nouveau FM pour le rappel au River Rooms de Stourbridge lors de leur tournée du 30e anniversaire en novembre. La tournée comprend également des concerts à Southampton, Cardiff, Bingley, Southend et Holmfirth avec des invités spéciaux dont Toby Jepson, Hand of Dimes et 3 Lions. Une annulation tardive des Moonkings de Vandenberg et un appel des organisateurs du festival Planet Rock font que FM terminera l'année 2014 avec une apparition surprise sur la scène principale de Planet Rockstock le dimanche 7 décembre,.
Le 22 février 2019, FM sort via Frontiers Records The Italian Job, un ensemble DVD/CD live (également sur Blu-ray) de leur set au Frontiers Rock Festival de Milan, en Italie, le 29 avril 2018. Leur douzième album studio, Synchronized, sort le 22 mai 2020 via Frontiers Records. Le treizième album studio du groupe, judicieusement intitulé Thirteen, sort chez Frontiers Records le 18 mars 2022.
Le 24 août 2023, ils annoncent le décès du membre fondateur Chris Overland.

## Discographie

### Albums studio
- 1986 : Indiscreet
- 1989 : Tough It Out
- 1991 : Takin' It to the Streets
- 1992 : Aphrodisiac
- 1995 : Dead Man's Shoes
- 2010 : Metropolis
- 2013 : Rockville
- 2013 : Rockville II
- 2015 : Heroes and Villains
- 2018 : Atomic Generation
- 2020 : Synchronized
- 2022 : Thirteen
- 2024 : Old Habits Die Hard

### Albums live
- 1993 : No Electricity Required
- 2014 : Futurama (EP)

### Singles
- 1993 : Closer to Heaven
- 1994 : Only the Strong - The Best of FM
- 1996 : Paraphernalia
- 2003 : Long Time No See
- 2005 : Long Lost Friends